# 1942년 미국 상원의원 선거
1942년 미국 상원의원 선거는 1942년 11월 3일에 1942년 미국 하원의원 선거와 같이 치러졌다. 민주당은 8석이 줄어들었지만 원내 과반에 성공하였다.

## 선거 결과
| 정당            | 선거결과 | 의석 수 |
| --------------- | -------- | ------- |
| 민주당          | 16석     | 58석    |
| 공화당          | 18석     | 37석    |
| 위스콘신 진보당 | -        | 1석     |